# Idgiaites
Idgiaites – wymarły rodzaj chrząszczy z rodziny Prionoceridae, obejmujący tylko jeden znany gatunek: Idgiaites jurassicus.
Gatunek i rodzaj zostały opisane w 2015 roku przez Liu Zhenhua, Adama Ślipińskiego, Richarda Leschena, Ren Donga i Pang Honga. Opisu dokonano na podstawie pojedynczej skamieniałości pochodzącej z piętra keloweju w jurze, odnalezionej w formacji Jiulongshan w okolicy wsi Daohugou, na terenie chińskiej Mongolii Wewnętrznej. Jest to najstarszy i jedyny mezozoiczny znany przedstawiciel rodziny.
Chrząszcz ten miał ciało długości 16,8 mm, wydłużone, o guzkowanym oskórku i krótko owłosionym wierzchu. Dość mała, wydłużona za owalnymi oczami, prognatyczna głowa miała głaszczki szczękowe o długim i lekko rozszerzonym końcowym członie oraz  nitkowate, owłosione, 11-członowe czułki o trzecim członie wydłużonym, a trzech ostatnich nieco przypłaszczonych. Długość czułków była większa niż głowy. Dłuższy od głowy przedtułów miał  szersze od niej przedplecze o nierozszerzonych bokach i zwężonej nasadzie oraz krótkie przedpiersie. Stożkowate biodra przednich odnóży osadzone były w dużych i zaokrąglonych panewkach. Panewki następnych par odnóży były po bokach otwarte. Biodra tylnej pary odnóży były poprzeczne, a uda przedniej silnie rozszerzone. Pokrywy były wydłużone. Odwłok miał sześć widocznych sternitów, z których ostatni był najkrótszy.